# Chained Echoes
Chained Echoes (с англ. — «Цепное эхо») — компьютерная игра в жанре JRPG, разработанная немецким инди-разработчиком Маттиасом Линдой и изданная Deck 13. Релиз состоялся 8 декабря 2022 года на Windows, PlayStation 5, PlayStation 4, Xbox Series X/S, Xbox One, Nintendo Switch. Chained Echoes намеренно подражает японским ролевым играм 1990-х годов наподобие Chrono Trigger и Xenogears. Игра получила крайне положительные отзывы обозревателей.

## Игровой процесс

Игрок сражается с одним из врагов

Chained Echoes — видеоигра в жанре классической JRPG. Игрок управляет группой из 8 персонажей, каждый из которых имеет различные характеристики. Игроки могут изучать большой мир и исследовать множество городов, лесов, канализаций, пещер и других локаций. Игрок также может исследовать различные локации вроде пещер, домов и т. д. в поисках доспех, сокровищ. В отличие от типовых игр жанра JRPG, в Chained Echoes можно избежать боя с противником, просто обойдя его сбоку. Во время боя игрок может использовать различные атаки, некоторые из них расходуют ману, для восстановления которой можно использовать различные эликсиры.

## Разработка и выход
Маттиас Линда разрабатывал игру по большей части в одиночку на протяжении семи лет — он рисовал для неё пиксельную графику, сам занимался геймдизайном, создавал квесты и писал сценарий; впрочем, некоторые фоны в игре делали привлечённые им художники-фрилансеры, и музыку писал нанятый Линдой композитор. У него был опыт создания фан-игр подобного рода в конструкторе RPG Maker. Среди источников вдохновения для Chained Echoes Линда называл такие игры, как Suikoden II, Terranigma, Chrono Trigger, Final Fantasy VI и Xenogears; он упоминал также Breath of Fire и Legend of Dragoon, но больше всего на Chained Echoes повлияла Xenogears. Chained Echoes содержит и механики, прямо заимствованные из этих игр, и узнаваемые отсылки как дань уважения классическим играм «золотого века RPG». По воспоминаниям Линды, самым тяжёлым временем разработки была подготовка к выставке Gamescom в 2020 году — из-за пандемии COVID-19 эта выставка проходила в онлайн-режиме, и для неё нужно было создать демо-версию игры; Линда закончил эту демо-версию «в самый последний возможный момент».
5 февраля 2019 года на краудфандинговой платформе Kickstarter появилась компания по сбору средств для финансирования проекта. Спустя 24 часа проект получил финансирование в размере 11 453 евро, что составила 19 % от общей цели. На второй день сборов сумма составила 18 тыс. евро, что составило 30 % от общей суммы. За неделю удалось собрать 50 % от общей суммы. 2 марта 2019 года удалось собрать 60 тыс. евро, что позволило разработчику выполнить первую задуманную цель. 6 марта 2019 удалось выполнить сразу несколько задач и собрать 98 тыс. евро. 8 марта 2019 уже было собрано более 163 тыс. евро. Со 2 октября 2019 разработчик начал вести блог, в котором делился о процессе разработки. 26 августа 2020 в Steam появилась демо-версия игры. 8 ноября 2022 разработчик вместе с издателем поделились с игроками датой выхода игры. Игра была выпущена 8 декабря 2022 года

## Отзывы критиков
| Сводный рейтинг    | Сводный рейтинг                                    |
| Агрегатор          | Оценка                                             |
| ------------------ | -------------------------------------------------- |
| Metacritic         | PC: 91/100 Switch: 90/100 PS4: 87/100 XBSX: 88/100 |
| OpenCritic         | 90/100                                             |
| Иноязычные издания |                                                    |
| Издание            | Оценка                                             |
| Game Informer      | 8,75/10                                            |
| Nintendo Life      | [ 22 ]                                             |
| RPGFan             | 90/100                                             |

Chained Echoes получила крайне положительные отзывы согласно агрегатору рецензий Metacritic.
Митч Фогель из Nintendo Life высоко оценил «креативную и тактическую боевую систему» игры, но отметил что сюжет местами «суховат» и художественный стиль игры хоть и выглядит «солидно», но он не является «эффектным».